# Return of the Killer A's
Return of the Killer A's è una raccolta degli Anthrax pubblicata nel 1999 dalla Beyond Music in formato CD.

## Tracce
1. Bring the Noise – 3:26
2. Only – 4:56
3. Potters Field (Hypo Luxa Hermes Pan Remix) – 4:44
4. Ball of Confusion – 4:33
5. Crush – 4:20
6. Room for One More – 4:57
7. Inside Out – 5:29
8. Hy Pro Glo (Hy Pro Luxa Mix) – 5:02
9. Fueled – 4:02
10. Among the Living – 5:16
11. Got the Time – 2:44
12. Indians – 5:40
13. Antisocial – 4:24
14. I'm the Man (Edited Version) – 3:02
15. Madhouse – 4:17
16. I Am the Law – 7:58
17. Metal Thrashing Mad – 2:43